# Paul Monin
Pour les articles homonymes, voir Monin (homonymie).
Paul Monin est né le 24 juillet 1890 à Couzon-au-Mont-d'Or, près de Lyon. Il est avocat en Indochine de 1918 jusqu'à sa mort, survenue le 21 janvier 1929 à Saïgon. Avec André Malraux, en 1925, il crée, à Saïgon, le journal de défense des droits démocratiques des Annamites, L'Indochine qui devient deux mois plus tard L'Indochine enchaînée.
Après le retour d'André Malraux en Europe, Paul Monin se rend en Chine pour se mettre au service de la révolution chinoise. Revenu en Indochine, il consacre ses efforts à soutenir la revendication de l'indépendance immédiate du Vietnam.

## Biographie

### Les débuts en Indochine
En janvier 1918, à 27 ans, Paul Monin part en Indochine avec sa femme Gertrude qu'il a épousée en 1913, et son fils Willy âgé de trois ans.Il s'associe d'abord avec un avocat de Saigon, Maître Thiollier. Puis, il monte sa propre étude qui ne tarde pas à prospérer. Dans sa clientèle, il compte des Annamites de condition très modeste pour lesquels il intervient souvent sans exiger de rétributions. Il s'indigne vite de voir que les indigènes subissent des condamnations bien plus lourdes que les Européens pour les mêmes délits.

### De l'extrême droite nationaliste au réformisme libéral
Pourtant Paul Monin vient d'une mouvance politique qui s'apparente à l'extrême droite. Le journal qu'il fait paraître en février 1919, La Grenade, reprend la plupart des thèmes nationalistes de l'Action française. Il approuve ainsi l'acquittement de Raoul Villain, l'assassin de Jean Jaurès, dont le procès a lieu juste après la fin de la guerre. Il dénonce aussi Joseph Caillaux pour avoir souhaité une paix de compromis avec l'Allemagne. Mais Monin est un "honnête homme", comme dira de lui plus tard Marius Moutet. Devant les abus les plus criants de la colonisation, il est contraint de réviser sa conception de la politique. Dès le mois de décembre 1919, il cesse de faire paraître La Grenade qu'il remplace par un nouveau titre, La Vérité, dans laquelle on constate une évolution nette vers des positions plus libérales. Peu à peu, Paul Monin se lie avec les milieux réformistes de la bourgeoisie vietnamienne, et spécialement avec le directeur de L'écho annamite, Nguyễn Phan Long. Monin milite alors pour l'octroi des droits démocratiques dont sont privés les indigènes : liberté de la presse, liberté de réunion, liberté de circuler comme les Français. Il est connu désormais pour être "l'avocat, ami des Annamites".

### Un acteur de la politique saïgonnaise
Paul Monin, après avoir échoué aux élections législatives de novembre 1919 contre le député sortant de Cochinchine, Ernest Outrey, réussit à se faire élire en 1922 au Conseil colonial de Cochinchine, instance délibérative sans grand pouvoir décisionnel. En 1923, avec ses amis Vietnamiens, il dénonce le projet d'instauration d'un monopole des transports du riz défendu par un certain Candelier. Il reçoit à cette occasion le soutien de son ami le journaliste Alfred-Ernest Babut.
Attaquant avec audace et sans doute outrance le gouverneur de la Cochinchine Maurice Cognacq, le 20 juin 1923 Monin fait l'objet d'une sanction de suspension de ses fonctions d'avocat-défenseur. Ne supportant pas ce qu'il considère comme une injustice, Monin présente sa démission. Désormais Monin ne peut plus plaider. Mais il continue d'apporter son soutien juridique à ceux qu'il veut défendre en s'installant comme avocat-consultant.

### La rencontre avec Malraux et la création du journalL'Indochine
En juillet 1924, sur le paquebot L'Angers qui l'amène en France pour une mission ponctuelle, il fait la connaissance de Clara Malraux. Elle a bénéficié d'un non-lieu dans l'affaire du vol des statues d'Angkor, car selon la loi de l'époque une femme doit suivre son mari et n'a pas de responsabilité propre dans ce genre d'action. Monin est intéressé par cette femme brillante qui lui recommande de prendre contact avec son mari à son retour à Saigon. Ce qu'il fait lorsqu'il revient en Indochine le 15 octobre. Durant deux semaines, avant qu'André Malraux - qui bénéficie, dans le jugement en appel à Saïgon, du sursis et d'une réduction de peine - ne parte à son tour pour la France, Malraux et Monin se voient et envisagent de faire paraître un journal de défense des intérêts annamites.
Malraux étant parti, Monin qui n'est pas totalement convaincu de son retour, s'associe avec un journaliste, membre comme lui de la section locale du parti radical socialiste, Hippolyte Ardin, pour créer un nouveau journal, Saigon républicain. Dès le retour des Malraux en Indochine, en mars 1925, Monin rompt avec Ardin et décide de s'associer à Malraux pour faire paraître L'Indochine. Le journal n'est nullement l'organe du parti Jeune Annam, groupe qui ne se créera véritablement qu'au début de 1926 et qui n'aura qu'une influence limitée en Indochine. Mais les deux directeurs veulent associer à leurs efforts des Vietnamiens. Ils ne parviennent pas à convaincre Nguyen Phan Long de les rejoindre, mais un de ses amis, le jeune métis Eugène Dejean de La Bâtie, accepte quelques semaines de faire partie de leur rédaction. Il les quittera pourtant pour rejoindre La Cloche fêlée, le journal d'un ami de Monin, Nguyen An Ninh. Quelques jeunes journalistes vietnamiens sans grand expérience viennent grossir leurs rangs. Monin aurait voulu faire paraître un journal en vietnamien qui aurait été le double de L'Indochine. Mais Malraux qu'il a envoyé rencontrer le gouverneur général de l'Indochine n'obtient pas l'autorisation nécessaire. L'Indochine se veut un organe de combat. Monin et Malraux ne limiteront pas leurs coups. Même si le journal ne réclame nullement l'indépendance du Vietnam, il défend les indigènes contre les abus les plus criants de la colonisation. L'Indochine frappe fort les pouvoirs en place en Cochinchine et d'abord le gouverneur Cognacq.  Le ton des articles atteint une virulence qui suscite de vives réactions des autorités et de la presse coloniale.

### Disparition deL'Indochineremplacée parL'Indochine enchaînée
Le pouvoir colonial ne peut interdire L'Indochine mais il fait tout pour limiter sa diffusion et rendre difficile son impression. Les exemplaires sont volés, les vendeurs intimidés. L'imprimeur Louis Minh, soumis à de fortes pressions, refuse de poursuivre l'impression du journal. Le 14 août 1925, L'Indochine cesse de paraître. Monin n'accompagne pas Malraux lorsque celui-ci part avec Clara pour Hong Kong à la fin du mois d'août pour acheter des caractères d'imprimerie qu'ils ne peuvent trouver à Saigon. L'Indochine enchaînée prend la suite de L'Indochine à partir de novembre. Mais Monin est en proie à des graves difficultés : il est déclaré en faillite dans une histoire compliquée où il est accusé d'avoir été le gérant de fait d'un restaurant qui a fait faillite, Le Petit Tabarin. Il se rend compte également que Malraux se lasse de cette aventure indochinoise et qu'il songe à retourner en Europe. Malraux part en effet avec Clara au début de 1926. L'Indochine enchaînée cesse de paraître en février 1926.

### Le voyage de Paul Monin en Chine
Paul Monin a essayé d'entraîner André Malraux en Chine, mais il s'est rendu compte assez vite de l'inanité de ses efforts. Il décide donc de rejoindre seul, Canton, bastion de la  Chine révolutionnaire. Il part de Saigon, avec sa femme Gertrude, le 3 mars 1926. À Canton, Paul Monin ne parviendra pas à rencontrer le chef des conseillers soviétiques auprès du gouvernement chinois révolutionnaire, Borodine, ce personnage mythique que tous les journalistes occidentaux de l'époque tentent en vain d'interviewer et dont Malraux fera un portrait déformé dans Les conquérants.  Mais Paul Monin entre en contact avec le futur Hô Chi Minh qui, sous le nom de Li-Thuy, sert alors de secrétaire-interprète à Mikhaïl Borodine. Bien que Ho ne le mette pas au fait de l'organisation clandestine qu'il est en train de forger, Monin comprend à son contact que le seul combat qu'il doit désormais soutenir est celui de l'indépendance du Vietnam. Monin  retournera à Canton en juillet 1927 avec une jeune journaliste, Simone Tery, la fille de Gustave Téry et d'Andrée Viollis. 

### Les derniers moments
Monin consacre la fin de 1927 et le début de 1928 à défendre ses amis vietnamiens persécutés dans leur combat pour l'indépendance de leur pays. Revenu quelques mois en France, il repart en Indochine sans sa femme Gertrude, mais en emmenant son fils Willy.
Il meurt d'une forme pernicieuse de paludisme en janvier 1929. Son cortège funèbre est suivi par des milliers de Vietnamiens.